# Artemisa Doria Carretto
Artemisa Doria Carretto (Génova, 1550-Castellón de Rugat, 14 de febrero de 1644) fue una noble española y duquesa de Gandía. Contó con una de las colecciones de pintura más destacadas de su tiempo.

## Biografía
Nació en Génova y fue hija de Cenobia Carretto (?-1590), princesa de Melfi, y del almirante Juan Andrea Doria (1539-1606), II príncipe de Melfi, marqués de Torriglia y conde de Loano, nieto y estrecho colaborador del almirante Gianni Andrea Doria. Era hermana de Vittoria, Andrea y Carlo.
El 31 de octubre de 1593, Doria se casó en Madrid con Carlos Francisco de Borja Centelles y Fernández de Velasco, VII duque de Gandía. ste matrimonio fortaleció los lazos entre la familia Doria y la casa de Borja. El matrimonio tuvo un hijo llamado Francisco Diego Pascual, que fue el VIII duque de Gandía.
Como duquesa consorte, Doria se trasladó a vivir a Gandía, donde su esposo asumió el ducado en 1595. Durante su tiempo como duquesa consorte, la familia Borja enfrentó numerosos desafíos, incluida una bancarrota en 1604 y la expulsión de los moriscos en 1609. La expulsión tuvo un impacto devastador en las finanzas del ducado, ya que más de la mitad de la población, compuesta mayoritariamente por moriscos, fue forzada a abandonar sus tierras.
Culturalmente, contó con una de las colecciones de pintura más destacadas de su tiempo y la mejor pinacoteca nobiliara del Reino de Valencia del momento, con 176 obras en su poder en 1632, con piezas de artistas como Tiziano y Francisco Ribalta. Los gustos de la duquesa excedieron con creces lo propiamente pictórico para abarcar todo tipo de manifestación artística que pudiera estar al servicio de su poder e intensa religiosidad como relicarios y esculturas. El poeta valenciano Gaspar Aguilar le dedicó unos tercetos en su bora Fábula de Júpiter y Europa.
Acompañó a su esposo en varios eventos importantes, incluyendo el viaje a Italia en 1598 para recoger a Margarita de Austria, futura reina de España. Carlos Francisco de Borja fue nombrado virrey de Cerdeña, donde sirvió entre 1610 y 1617, y luego presidente del Consejo de Portugal. Tras la muerte de su esposo el 7 de febrero de 1632, Doria se retiró a su residencia en Castellón de Rugat. Realizó su testamento en 1639 y 1641, donde se mencionan numerosas obras de arte religioso, y falleció el 14 de febrero de 1644 a los 94 años. Fue enterrada junto a su esposo, con el hábito franciscano, en la capilla mayor de la Colegiata de Santa María en Gandía.

### Títulos nobiliarios
- VII duquesa consorte de Gandía (1595-1632).
- IV marquesa consorte de Llombai (1593-1618).
- VII condesa consorte de Oliva.
- Señora consorte de Turís, de Chella, de la Vall de Gallinera, señor de la Vall d'Ebo, de Corbera y de Castelló de Rugat, de Albalat de la Ribera, de Murla, de Pego, de Orba, de Laguar (1595-1632) de Villamarchante y Villalonga (1621-1632) y X señora consorte del valle de Ayora y Cofrentes (1629-1632) en el reino de Valencia. También fue señora consorte de Monteagudo, Anglona, Ósilo, Márguine y Cóguinas (1595-1632) siendo estos últimos territorios conocidos con el nombre de "Estados sardos de Oliva".